# Денха I
Мар Де́нха I (сир. ܡܪܝ ܕܢܚܐ; с сир. «заря», «(Бого)явление»; также Дынха I; около 1225, Адиабена — 24 февраля 1281, Багдад) — католикос-патриарх Церкви Востока с 1265 года по 1281 год. В период своего патриаршества перенёс резиденцию католикоса из Багдада, боролся с внутрицерковной оппозицией и рукоположил будущего патриарха Ябаллаху III митрополитом в Китай; также укрепились связи между Церковью Востока и «монофизитской» Сирийской яковитской церковью. 
Сохранились немногочисленные его сочинения: о празднике Креста и богословии Церкви Востока. Российский сиролог Николай Селезнёв назвал Мар Денху I «выдающейся фигурой своего времени».

## Биография

### Ранние годы
Родился около 1225 года в северо-восточной Месопотамии и принял монашеский постриг в монастыре Бет-Кока (Бакука) в Адиабене. После этого Денха стал епископом Адиабены. После смерти католикоса Маккихи II (1257—1265) Денха был избран католикосом-патриархом Церкви Востока, благодаря покровительству старшей жены монгольского ильхана Хулагу (1256—1265), христианки, принадлежащей к Церкви Востока — Догуз-хатун.

### Патриаршество
15 ноября 1265 года он был рукоположен в католикоса Востока. В Багдаде Мар Денха обосновался во дворце бывшего хаджиба Аббасидского халифата, подаренного Хулагу католикосу Маккихе II в 1258 году, после взятия Багдада.
В 1268 году Денха I распорядился утопить в Тигре бывшего христианина, перешедшего в ислам, чем вызвал гнев мусульманского населения. В Багдаде начались беспорядки, в ходе которых резиденция католикоса была сожжена, а он был вынужден спасаться бегством. Католикос был вынужден прибегнуть к покровительству наместника (вали) Ирака Ала ад-дина Ата Малика ибн Мухаммеда Джувейни, который предоставил собственный дом в качестве убежища для Денхи. Беспорядки были подавлены монгольской военной администрацией, а Денха отправился с жалобой в Ильханскую Орду. После этого Денха перенёс свою резиденцию из Багдада в монастырь, построенный им в цитадели Арбелы. В 1279 году вступил в конфликт с церковной оппозицией (возглавленной епископом Тусским (область Хорасан) Симеоном бар Калигом), в борьбе с которой одержал верх. Симеон бар Калиг и его приверженцы были заточены сначала в монастыре Мар-Бехнам, а затем, после попытки бегства, в личной келье католикоса.
Примерно в это же время, при посещении города Марага в Адорбайгане (Азербайджане), Денха встретился с двумя монахами Церкви Востока родом из Китая, Раббаном Саумой (родом из Хан-Балыка) и Маркосом, направлявшимися в паломничество в Иерусалим. Денха даровал им охранную грамоту для посещения Багдада, а также позже отправил их ходатайствовать перед новым ильханом Абака-ханом (1265—1282) о признании им Денхи в качестве законного предстоятеля восточно-сирийской церковной общины. В 1280 году Денха назначил монаха Сауму всеобщим периодевтом и рукоположил монаха Маркоса в митрополита Северного Китая с именем Ябаллаха, который стал преемником Денхи на посту католикоса-патриарха Церкви Востока после смерти последнего 24 февраля 1281 года.

### Отношения с сиро-яковитами
В период патриаршества Денхи укрепились связи между Церковью Востока и «монофизитской» Сирийской яковитской церковью. В 1262 году будучи епископом Арбелы Денха позволил укрывшимся в городе (после взятия Мосула монголами) яковитам построить храм, несмотря на запрет патриарха Маккихи II. В 1277 году Денха встречался в Багдаде с мафрианом (главой сиро-яковитов Месопотамии) Григорием Бар Эбреем и вёл переписку с ним.

## Сочинения
Из сочинений Денхи I сохранился церковный гимн на сирийском языке, посвящённый «празднику Креста», а также трактат на арабском языке о «несторианской вере».